# Google Nu
Google Nu (engelska: Google Now) var en digital assistent skapad av Google. Google Nu var tillgänglig i Google-appen, både för Android och IOS. Det gick att styra appen via röststyrning.

## Historik
Google Nu visades officiellt upp som en del av Android 4.1 Jelly Beans premiärpresentation på Googles utvecklingskonferens I/O den 27 juni 2012.

## Funktionalitet
Google Nu var implementerat som en del av Google Sök-applikationen på bl.a. Android 4.1. Dess metod att presentera information för användaren är genom att visa upp denna i form av kort på applikationens förstasida. Den känner av användarens rörelsemönster (via bland annat GPS) för att kunna visa relevant information utan att användaren ber om den. Systemet använder också Googles Knowledge Graph-projekt. Systemet är till för att sammanföra mer detaljerad sökinformation och analysera det för att ta reda på mer bakgrund och kopplingar till annat som kan vara av värde för mer precis presentation av informationen.
Google Nu:s tidigare kort var:
- Trafik
- Väder
- Nästa möte
- Kollektivtrafik
- Restider för flyg
- Sportresultat
- Översättning
- Valuta
- Nuvarande tid hemma
- Närliggande platser
- Varningsmeddelanden
- Film, sedan 30 augusti 2012[8].